# Xã Smithfield, Quận Fayette, Iowa
Xã Smithfield (tiếng Anh: Smithfield Township) là một xã thuộc quận Fayette, tiểu bang Iowa, Hoa Kỳ. Năm 2010, dân số của xã này là 250 người.